# Hagenbuch
Hagenbuch är en ort och kommun i distriktet Winterthur i kantonen Zürich, Schweiz. Kommunen har 1 163 invånare (2023).